# Sandro Zerafa
Sandro Zerafa (* 10. Oktober 1975 in Malta) ist ein maltesischer Jazzmusiker (Gitarre).

## Leben und Wirken
Zerafa erhielt klassischen Gitarrenunterricht bei Tony Pace. 1997 absolvierte er ein klassisches Gitarrenstudium an der Universität Malta mit Auszeichnung. Das Malta Jazz Festival brachte ihm den Jazz näher und er begann in Malta mit Nicky Doublet, Bernard Scerri, Charles Gatt und anderen aufzutreten. 1998 zog er nach Lyon und studierte am dortigen Konservatorium bei Mario Stantchev und Jean-Louis Almosnino (Abschluss mit einer Goldmedaille  2000). 
Nach dem Ende seiner Studien zog Zerafa nach Paris, wo er seitdem lebt und in der Pariser Jazzszene aktiv wurde. Er gründete eine erste Band mit dem Posaunisten Sebastien Llado, die den dritten Preis beim Wettbewerb von La Défense erhielt. Mit dem Saxophonisten Olivier Zanot und dem Schlagzeuger David Georgelet gründete er die Gruppe The Jaywalkers, die sich dann mit Yoni Zelnik und David Prez zum Quintett erweiterte. Auf seinem Album Urban Poetics arbeitete er mit Laurent Coq, Yoni Zelnik und Karl Jannuska. 2014 veröffentlichte Zerafa sein drittes Album als Leader, The Bigger Picture; es folgte More Light (2017). Weiterhin ist er mit Romain Pilon und David Prez Gründungsmitglied des Jazz-Kollektivs Paris Jazz Underground. Zudem kam es zur Zusammenarbeit mit Chico Buarque, Manu Katché, Stjepko Gut, Marcia Maria, Catia Werneck, Aline de Lima, Sergio Krakowski und der Sängerin Jiji, für die er auf dem Album April Child auch arrangierte.
Seit 2009 ist Zerafa künstlerischer Leiter des Malta Jazz Festival.